# Neptunizam
Neptunizam je geološka znanstvena teorija koja danas više nije prihvaćena. Utemeljitelj teorije je Abraham Gottlob Werner te su prema njemu stijene nastale kristalizacijom minerala ranih Zemljinih oceana.
Teorija je dobila ime po Neptunu, rimskom bogu mora. Značajna rasprava bila je vođena između neptunista, zagovornika ove teorije, i plutonista, zagovornika plutonizma, teorije koja je značajnu ulogu dala vulkanskom podrijetlu stijena. Plutonizam je u promijenjenom obliku u ranom 19. stoljeću zamijenio neptunizam, pošto se pokazalo da se princip uniformitarizma bolje uklapa s geološkim činjenicama koje su postajale sve poznatije.
Suvremena geologija priznaje postojanje mnogih različitih načina nastanka stijena te objašnjava nastanak sedimentnih stijena kroz procese veoma sličnim onim koje opisuje neptunizam.     

## Povijesni razvoj
Tijekom sredine 18. stoljeća kada su geološkim istraživanjima pronađeni dokazi, poput fosila, prirodoslovci su razvili nove ideje koje su proizišle iz biblijskog izvještaja o stvaranju svijeta. Georges Louis Leclerc de Buffon predložio je da Zemljina starost iznosi više od 75 tisuća godina, a možda i mnogo starija, te da je pokazivala znakove povijesnog razvoja kroz različite epohe.
Abraham Gottlob Werner bio je inspektor rudnika te profesor rudarstva i mineralogije na Rudarskoj akademiji u Freibergu koja je postala dominantna u geologiji kasnog 18. stoljeća. Njegovo djelo Kurze Klassifikation und Beschreibung der verschiedenen Gebirgsarten iz 1787. godine i njegova predavanja iznijela su klasifikaciju stijena na temelju njihove starosti koja se temelji na slijedu slojeva različitog materijala, umjesto tipova minerala kao što je tako bila prijašnja praksa.
Svoj povijesni slijed nastanka stijena temeljio je na teoriji da se Zemlja prvotno sastojala od vode. Prema toj teoriji voda je sadržavala materijal koji je prestao biti u suspenziji u procesu sedimentacije čineći tako jezgru planeta i kontinenata kao niz slojeva, od kojih je najstariji i najtvrđi granitni, dok su mlađi slojevi sadržavali sve veći broj fosila. Vulkani su imali manji efekt, mijenjajući kontinente i dodajući više sedimenta te nešto malo vulkanskih stijena, a uzastopne male poplave dodavale su još sedimenta, tako da je većina stijena nastala od taloga koji se istaložio u vodi. Nema naznaka da je bilo koja od poplava u Wernerovoj kozmogoniji bila biblijski potop.

## Neptunističko-plutonistička kontroverza
Prema suparničkoj teoriji poznatoj kao plutonizam (ili vulkanizam) stijene su nastale u vatri. Tu je teoriju prvotno predložio Anton Moro pozivajući se na svoja istraživanja vulkanskih otoka, a preuzeo ju je James Hutton koji je iznio uniformitarističku teoriju koja se proteže kroz beskonačnost tijekom koje su stijene istrošene zbog utjecaja atmosferilije i erozije te su zatim ponovno oblikovane i podignute zahvaljujući toplini i tlaku.
Neptunisti su se razlikovali od plutonista po mišljenju da je bazalt sedimentno ležište koje sadrži fosile te zbog toga nije mogao biti vulkanskog podrijetla. Hutton je točno ustvrdio da bazalt nikada nije sadržavao fosile te da je uvijek bio nerastopljiv, tvrd i kristalan. Pronašao je geološke formacije u kojima je bazalt sjekao slojeve drugih stijena. To je podržavalo njegovu teoriju da bazalt potječe od rastaljenih stijena koje se nalaze ispod Zemljine kore. 
Rasprava se nije samo vodila među znanstvenicima. Johann Wolfgang von Goethe, jedan od najcjenjenijih književnika tog doba, stao je na stranu neptunista. Četvrti čin njegovog poznatog djela Faust sadrži dijalog između neptunista i plutonista, od kojih je potonji Mefisto, antagonist djela koji je ujedno i Đavao. Time je Goethe implicitno izrazio svoju naklonost neptunističkoj teoriji, premda je to učinio izričito, a ponekad i oštrije na drugim mjestima.
Kontroverza je trajala do ranih godina 19. stoljeća. Radovi Charlesa Lyella iz 1830-ih postupno su pridobili potporu uniformitarističkim idejama Huttona i plutonista.

## Značajniji neptunisti
- Abraham Gottlob Werner (1749. – 1817.)
- Juan Ignacio Molina (1740. – 1829.), smatrao je da je bazalt kompaktni argilošist
- Johann Wolfgang von Goethe (1749. – 1832.)
- Robert Jameson (1774. – 1854.), studirao je s Wernerom te je podržavao neptunizam
- Gustav Bischof (1792. – 1870.), utemeljitelj geokemije

## Izmišljeni iskaz
Teorija i njezin intelektualni kontekst obrađeni su u djelu Die Vermessung der Welt Daniela Kehlmanna iz 2006. godine, izmišljenom izvještaju o putovanjima Alexandera von Humboldta.

## Daljnje čitanje
- Erickson, Jon. 2001. [1992] Plate Tectonics. Facts On File. New York. ISBN 9780816043279
- Johnston, Ian. 1999. Section Two: The Early History of Modern Geology. And Still We Evolve: A Handbook for the Early History of Modern Science. 3rd izdanje. Malaspina University-College, Nanaimo, BC. [Vancouver Island University]. Inačica izvorne stranice arhivirana 16. travnja 2016. Pristupljeno 1. lipnja 2017.. Public domain
- Baigrie, Brian. 2006. Scientific Revolutions. Course Notes and Study Material. University of Toronto. ISBN 9780802084859

## Vanjske poveznice
- Neptunizam Hrvatska enciklopedija